# 小澤岳昌
小澤 岳昌（おざわ たけあき）は日本の化学者。東京大学理学系研究科化学専攻教授。分析化学，生体関連化学，タンパク質化学などを専門分野とする。

## 経歴
- 1993年　東京大学理学部化学科卒業
- 1998年　東京大学大学院理学系研究科博士課程修了
- 1998年　東京大学大学院理学系研究科化学専攻　助手
- 2002年　東京大学大学院理学系研究科化学専攻　講師
- 2005年　自然科学研究機構分子科学研究所　助教授
- 2007年　東京大学大学院理学系研究科化学専攻　教授

## 研究
GFPを用いたバイオイメージング、細胞内におけるタンパク質の相互作用同定など。

## 受賞
日本化学会進歩賞、文部科学大臣表彰若手科学者賞など